# Larry McLerran
Larry McLerran (ur. luty 1949 w Yakimie w stanie Waszyngton) – amerykański fizyk, profesor nauk fizycznych; specjalizuje się w fizyce subatomowej – jądrowej i cząstek elementarnych.

## Życiorys
Studia ukończył w 1971 na University of Washington, gdzie następnie obronił także pracę doktorską (1975). Staż podoktorski odbył w renomowanym Massachusetts Institute of Technology (1975-1978) oraz Stanford Linear Accelerator Center (1978–1980). Następnie powrócił na trzy lata (1981–1984) na macierzysty University of Washington, gdzie w 1984 wykładał jako profesor nadzwyczajny (ang. associate professor). W latach 1984–1989 był członkiem zespołu naukowego w Fermilab pod Chicago i jednocześnie wykładał na University of Illinois. W 1988 rozpoczął pracę jako profesor na University of Minnesota, gdzie wykładał do 2000 roku i był pierwszym dyrektorem William Fine Theoretical Physics Institute (1989–1992). W 1999 dołączył do zespołu naukowego Brookhaven National Laboratory w stanie Nowy Jork, gdzie pełnił funkcję szefa zespołu badawczego teoretycznej fizyki jądrowej (1999-2004) oraz dyrektora oddziału japońskiego instytutu Riken (2003-2016). W sierpniu 2016 objął funkcję dyrektora Institute for Nuclear Theory w Seattle.
Recenzent wielu czasopism naukowych w dziedzinie fizyki oraz członek szeregu gremiów, organizacji i towarzystw zajmujących się fizyką. Członek międzynarodowego komitetu redakcyjnego miesięcznika „Acta Physica Polonica B”. Swoje prace publikował m.in. w „Physical Review D" oraz w „Nuclear Physics A".

## Nagrody i wyróżnienia
Wyróżniony szeregiem nagród, m.in. Alfred Sloan Fellowship. Jako stypendysta Fundacji Humboldta odbył staż naukowy na Uniwersytecie Goethego we Frankfurcie nad Menem. Ponadto otrzymał honorowy doktorat i profesurę im. Liu Lian Shou z zakresu fizyki teoretycznej w Central China Normal University w Wuhanie. Z kolei Uniwersytet w Heidelbergu wyróżnił go nagrodą im. Hansa Jensena. W 2015 otrzymał od American Physical Society Herman Feshbach Prize w dziedzinie teoretycznej fizyki jądrowej. 
W 2016 otrzymał tytuł doktora honoris causa Uniwersytetu Jagiellońskiego „za pionierskie badania nad nowym stanem materii, tzw. plazmą kwarkowo-gluonową, który tworzy się w warunkach laboratoryjnych w wysokoenergetycznych zderzeniach ciężkich jonów i który dominował we wszechświecie na wczesnych etapach jego ewolucji".